# Arconciel
Arconciel é uma comuna da Suíça, no Cantão Friburgo, com cerca de 664 habitantes. Estende-se por uma área de 6,11 km², de densidade populacional de 109 hab/km². Confina com as seguintes comunas: Corpataux-Magnedens, Ependes, Hauterive, Marly, Rossens, Senèdes, Treyvaux.
A língua oficial nesta comuna é o Francês.